# Les Feux de l'amour
 (janvier 2024).
- Si vous ne connaissez pas le sujet, laissez ce bandeau (vous pouvez alors contacter les auteurs).
- Si vous supprimez le contenu mis en cause (vous pouvez préalablement contacter les auteurs),

argumentez précisément cette suppression dans la page de discussion
(un manque de référence n'est pas un argument ; une recherche réelle de référence doit avoir été effectuée, être formellement documentée).
Cet article possède un paronyme, voir Les Yeux de l'amour.
Production
Diffusion
Chronologie
Amour, Gloire et Beauté
Les Feux de l'amour (The Young and the Restless) est un feuilleton télévisé américain, créé par William Joseph Bell et Lee Phillip Bell (en), diffusé depuis le 26 mars 1973 sur le réseau CBS.
Il est à ce jour le deuxième plus long et un des plus anciens feuilletons américains toujours en production de l’histoire de la télévision, après Hôpital central mais devant Amour, Gloire et Beauté.

## Synopsis
L'histoire tourne autour de familles vivant à Genoa City, dans le Wisconsin, aux États-Unis. Les personnages du feuilleton sont répartis en différents clans et plusieurs familles. Au début, le feuilleton était centré sur la rivalité entre les Brooks et les Foster, mais cela a depuis fortement évolué. Aujourd'hui, les Chancellor possèdent une forte notoriété historique dans la ville tandis que les Newman et les Abbott dominent le monde de l'entreprise sur le plan national.

## Diffusion
En France, le feuilleton est diffusé de façon ininterrompue sur TF1 depuis le mercredi 16 août 1989, initialement à 13h35, puis à 13h50 et désormais à 11 heures depuis 2017 à partir de l'épisode 3 263, et sur TV Breizh du lundi 28 août 2017 au dimanche 12 août 2018.
À La Réunion, le feuilleton est diffusé sur Antenne Réunion. Aux Antilles, sur ViàATV. Au Québec, le feuilleton est diffusé depuis le 30 août 1993 sur TVA. En Belgique, il est diffusé de 1998 au 11 juillet 2025 sur La Une et La Deux, après cette date la série n'est plus diffusée que sur la plateforme en ligne Auvio. En Suisse, le feuilleton est diffusé sur RTS Un et RTS Deux. La chaîne de télévision Suisse a confirmé officiellement la suppression "Les feux de l'amour" de sa grille des programmes. Après 29 ans de diffusion en version française, le 29 décembre 2023, l'épisode 8875 sera le dernier sur RTS Un .
Le 11 000e épisode, réalisé par Sally McDonald, a été diffusé sur CBS, le jeudi 1er septembre 2016.
Le 20 juin 2017, CBS renouvelle le feuilleton pour 3 années supplémentaires, soit jusqu'en 2020 sur son antenne.
Le lundi 26 mars 2018, le feuilleton américain a fêté ses 45 ans et a fait revenir d'anciens personnages comme Mac, Raul, Brittany, Julia Newman et d'autres[source secondaire souhaitée].
Le 30 janvier 2020, le feuilleton est renouvelé pour 4 ans, jusqu'en 2024. Ce qui le conduit vers son 50e anniversaire le 26 mars 2023.
Pour la première fois en 47 ans, les tournages sont arrêtés à la mi-mars à cause de la pandémie de Covid-19, les tournages ne reprennent que trois mois plus tard.
Le 27 février 2024, le feuilleton est renouvelé jusqu'en 2028, il ira donc au moins jusqu'à sa saison 55.
Plus de 51 saisons du feuilleton ont été diffusés au cours de ses 50 années. Pour chacune d'entre elles, la liste des épisodes et la correspondance avec la diffusion sur TF1 sont données dans ce tableau :
Le 13 novembre 2024, le feuilleton a fêté son 13000e épisode[réf. nécessaire].
| Saison | Épisodes | Épisodes                           | Dates de diffusion à la télévision | Dates de diffusion à la télévision         | Dates de diffusion à la télévision         |
| Saison | Total    | Numéros                            | Année                              | Début de saison                            | Fin de saison                              |
| ------ | -------- | ---------------------------------- | ---------------------------------- | ------------------------------------------ | ------------------------------------------ |
| 1      | 186      | 1 à 186                            | 1973                               | Épisodes non diffusés et inédits en France | Épisodes non diffusés et inédits en France |
| 2      | 253      | 187 à 439                          | 1974                               | Épisodes non diffusés et inédits en France | Épisodes non diffusés et inédits en France |
| 3      | 257      | 440 à 696                          | 1975                               | Épisodes non diffusés et inédits en France | Épisodes non diffusés et inédits en France |
| 4      | 258      | 697 à 954                          | 1976                               | Épisodes non diffusés et inédits en France | Épisodes non diffusés et inédits en France |
| 5      | 257      | 955 à 1211                         | 1977                               | Épisodes non diffusés et inédits en France | Épisodes non diffusés et inédits en France |
| 6      | 256      | 1 212 à 1 467                      | 1978                               | Épisodes non diffusés et inédits en France | Épisodes non diffusés et inédits en France |
| 7      | 257      | 1 468 à 1 724                      | 1979                               | Épisodes non diffusés et inédits en France | Épisodes non diffusés et inédits en France |
| 8      | 258      | 1 725 à 1 982                      | 1980                               | Épisodes non diffusés et inédits en France | Épisodes non diffusés et inédits en France |
| 9      | 253      | 1 983 à 2 235                      | 1981                               | Épisodes non diffusés et inédits en France | Épisodes non diffusés et inédits en France |
| 10     | 256      | 2 236 à 2 491                      | 1982                               | Épisodes non diffusés et inédits en France | Épisodes non diffusés et inédits en France |
| 11     | 256      | 2 492 à 2 747                      | 1983                               | Épisodes non diffusés et inédits en France | Épisodes non diffusés et inédits en France |
| 12     | 255      | 2 748 à 3 002                      | 1984                               | Épisodes non diffusés et inédits en France | Épisodes non diffusés et inédits en France |
| 13     | 254      | 3 003 à 3 256                      | 1985                               | Épisodes non diffusés et inédits en France | Épisodes non diffusés et inédits en France |
| 14     | 253      | 3 257 à 3 509                      | 1986                               | 16 août 1989                               | 15 octobre 1990                            |
| 15     | 246      | 3 510 à 3 755                      | 1987                               | 16 octobre 1990                            | 20 janvier 1992                            |
| 16     | 255      | 3 756 à 4 010                      | 1988                               | 21 janvier 1992                            | 26 avril 1993                              |
| 17     | 252      | 4 011 à 4 262                      | 1989                               | 27 avril 1993                              | 6 juillet 1994                             |
| 18     | 255      | 4 263 à 4 517                      | 1990                               | 7 juillet 1994                             | 25 août 1995                               |
| 19     | 251      | 4 518 à 4 768                      | 1991                               | 28 août 1995                               | 26 août 1996                               |
| 20     | 253      | 4 769 à 5 021                      | 1992                               | 27 août 1996                               | 28 août 1997                               |
| 21     | 254      | 5 022 à 5 275                      | 1993                               | 29 août 1997                               | 9 septembre 1998                           |
| 22     | 246      | 5 276 à 5 521                      | 1994                               | 10 septembre 1998                          | 31 août 1999                               |
| 23     | 252      | 5 522 à 5 773                      | 1995                               | 1er septembre 1999                         | 16 août 2000                               |
| 24     | 257      | 5 774 à 6 030                      | 1996                               | 17 août 2000                               | 20 juin 2001                               |
| 25     | 253      | 6 031 à 6 283                      | 1997                               | 21 juin 2001                               | 2 mai 2002                                 |
| 26     | 253      | 6 284 à 6 536                      | 1998                               | 3 mai 2002                                 | 5 mai 2003                                 |
| 27     | 251      | 6 537 à 6 787                      | 1999                               | 6 mai 2003                                 | 5 février 2004                             |
| 28     | 252      | 6 788 à 7 039                      | 2000                               | 6 février 2004                             | 26 novembre 2004                           |
| 29     | 248      | 7 040 à 7 287                      | 2001                               | 29 novembre 2004                           | 20 septembre 2005                          |
| 30     | 251      | 7 288 à 7 538                      | 2002                               | 21 septembre 2005                          | 18 juillet 2006                            |
| 31     | 251      | 7 539 à 7 789                      | 2003                               | 19 juillet 2006                            | 23 mai 2007                                |
| 32     | 253      | 7 790 à 8 042                      | 2004                               | 24 mai 2007                                | 29 avril 2008                              |
| 33     | 252      | 8 043 à 8 294                      | 2005                               | 30 avril 2008                              | 12 mai 2009                                |
| 34     | 253      | 8 295 à 8 547                      | 2006                               | 12 mai 2009                                | 28 mai 2010                                |
| 35     | 252      | 8 548 à 8 799                      | 2007                               | 31 mai 2010                                | 14 juin 2011                               |
| 36     | 254      | 8 800 à 9 053                      | 2008                               | 14 juin 2011                               | 5 juillet 2012                             |
| 37     | 252      | 9 054 à 9 305                      | 2009                               | 5 juillet 2012                             | 16 juillet 2013                            |
| 38     | 252      | 9 306 à 9 557                      | 2010                               | 16 juillet 2013                            | 24 juin 2014                               |
| 39     | 254      | 9 558 à 9 811                      | 2011                               | 26 juin 2014                               | 23 avril 2015                              |
| 40     | 253      | 9 812 à 10 064                     | 2012                               | 23 avril 2015                              | 19 janvier 2016                            |
| 41     | 423      | 10 065 à 10 226 et 10 228 à 10 488 | 2013                               | 19 janvier 2016                            | 7 juillet 2017                             |
| 42     | 255      | 10 489 à 10 743                    | 2014                               | 10 juillet 2017                            | 9 juillet 2018                             |
| 43     | 255      | 10 744 à 10 999                    | 2015                               | 10 juillet 2018                            | 10 juillet 2019                            |
| 44     | 254      | 11 000 à 11 253                    | 2016                               | 11 juillet 2019                            | 17 juillet 2020                            |
| 45     | 255      | 11 254 à 11 508                    | 2017                               | 20 juillet 2020                            | 16 juillet 2021                            |
| 46     | 255      | 11 509 à 11 763                    | 2018                               | 19 juillet 2021                            | 12 juillet 2022                            |
| 47     | 187      | 11 764 à 11 950                    | 2019                               | 13 juillet 2022                            | 3 avril 2023                               |
| 48     | 255      | 11 951 à 12 205                    | 2020                               | 4 avril 2023                               | 15 avril 2024                              |
| 49     | 255      | 12 206 à 12 460                    | 2021                               | 16 avril 2024                              | 14 avril 2025                              |
| 50     | 255      | 12 461 à 12 715                    | 2022                               | 15 avril 2025                              | en cours                                   |
| 51     | 255      | 12 716 à 12 970                    | 2023-2024                          | Diffusion prévue à la mi 2026              | Diffusion prévue à la mi 2026              |
| 52     | en cours | 12 971 à...                        | 2024-2025                          | Diffusion prévue à la mi 2027              | Diffusion prévue à la mi 2027              |

Légende :
- Les données des épisodes sont approximatives.
- Épisodes de la saison en cours de diffusion aux États-Unis sur CBS.
- Épisodes de la saison en cours de diffusion en France sur TF1.
- Épisodes non diffusés, ils sont inédits en France.

### Épisodes non diffusés
Les 3 262 premiers épisodes n'ont pas été diffusés en France[source secondaire souhaitée].
De février 2000 à septembre 2007, TF1 effectuait régulièrement des sauts d'épisodes, de manière aléatoire. Durant cette période, 353 épisodes n'ont pas été diffusés par TF1[source secondaire souhaitée].
L’épisode diffusé le 28 mai 2013 sur CBS est un épisode spécial rendant hommage à Jeanne Cooper (Katherine Chancellor), morte le 8 mai 2013, par des témoignages des proches de l’actrice et des acteurs du feuilleton, n’a pas été diffusé sur TF1[source secondaire souhaitée].
L'épisode diffusé le 29 avril 2019 sur CBS n'a pas été diffusé sur TF1.

### Épisodes remontés
Du 20 février au 18 mars 2008, du 26 mai au 3 octobre 2008 et du 20 octobre 2008 au 25 février 2014, TF1 diffuse des épisodes d'une durée de 50 minutes environ, rallongeant de 10 minutes la durée originale des épisodes[source secondaire souhaitée].
Du 27 février au 18 juillet 2014, du 28 juillet 2014 au 18 mars 2016, les 6, 7, 13 et 14 juin 2016, et du 11 juillet 2016 au 3 janvier 2017, TF1 diffuse des épisodes d'une durée variable, comprise entre 45 et 79 minutes[source secondaire souhaitée].

## Production / Distribution
- Le feuilleton est produit par Bell Dramatic Serial Company en association avec Corday Productions, Inc et CPT Holdings, Inc et distribué par Sony Pictures Television. Il est adapté et doublé en français par Dubbing Brothers.

## Enregistrement
- Le feuilleton est enregistré aux États-Unis à CBS Television City, 7800 Beverly Boulevard, Los Angeles CA 90036 à Hollywood en Californie, dans les studios 41 et 43 et est le premier à avoir été enregistré et diffusé au format 16/9, en haute définition et en Dolby Digital[11].

### Durées originales
| Dates                                              | Durées     |
| -------------------------------------------------- | ---------- |
| Du lundi 26 mars 1973 au vendredi 1er février 1980 | 20 minutes |
| Depuis le lundi 4 février 1980                     | 40 minutes |

## Personnages et acteurs
Les membres de la distribution les plus anciens sont Melody Thomas Scott et Eric Braeden, qui incarnent Nikki et Victor Newman, ayant rejoint le feuilleton en février 1979 et février 1980. Jeanne Cooper, qui incarnait la matriarche du feuilleton Katherine Chancellor, détenait auparavant le record du plus ancien membre de la distribution de la série, de novembre 1973 jusqu’à sa mort en mai 2013. Kate Linder qui incarne Esther Valentine depuis avril 1982 et elle est la troisième actrice la plus ancienne. Lauralee Bell (Christine Blair) et Jess Walton (Jill Abbott) se partagent le titre de quatrième et cinquième actrice les plus anciennes du feuilleton. Le personnage de Jill Abbott est le seul personnage restant du début de la série en 1973.

### Personnages et acteurs réguliers actuels
| Acteurs             | Personnages          | Années                      | Voix françaises                                                                   |
| ------------------- | -------------------- | --------------------------- | --------------------------------------------------------------------------------- |
| Peter Bergman       | Jack Abbott          | 1989-                       | Patrick Osmond (1989-2020) Georges Caudron (2020-2022) Éric Aubrahn (depuis 2022) |
| Eric Braeden        | Victor Newman        | 1980-                       | Hervé Bellon                                                                      |
| Sharon Case         | Sharon Newman        | 1994-                       | Alexandra Garijo                                                                  |
| Sean Dominic (en)   | Nate Hastings        | 2019-                       | Diouc Koma                                                                        |
| Melissa Claire Egan | Chelsea Lawson       | 2011-                       | Jessica Monceau                                                                   |
| Hayley Erin (en)    | Claire Newman        | 2023-                       |                                                                                   |
| Billy Flynn (en)    | Cane Ashby           | 2025-                       |                                                                                   |
| Michael Graziadei   | Daniel Romalotti     | 2004-2013, 2016, 2022-      | Taric Mehani                                                                      |
| Camryn Grimes       | Mariah Copeland      | 2014-                       | Patricia Legrand                                                                  |
| Mark Grossman       | Adam Newman          | 2019-                       | Yoann Sover                                                                       |
| Amelia Heinle       | Victoria Newman      | 2005-                       | Marine Boiron                                                                     |
| Courtney Hope       | Sally Spectra        | 2020-                       | Aurore Bonjour                                                                    |
| Bryton James        | Devon Winters        | 2004-                       | Paolo Domingo                                                                     |
| Christel Khalil     | Lily Winters         | 2002-                       | Zoé Bettan                                                                        |
| Christian LeBlanc   | Michael Baldwin      | 1991-1993, 1997-            | Thierry Wermuth                                                                   |
| Kate Linder (en)    | Esther Valentine     | 1982-                       | Dany Tayarda                                                                      |
| Michael Mealor (en) | Kyle Abbott          | 2018-                       | Gabriel Bismuth-Bienaimé                                                          |
| Joshua Morrow       | Nicholas Newman      | 1994-                       | Christophe Lemoine                                                                |
| Melissa Ordway      | Abby Winters         | 2013-                       | Chantal Macé (depuis 2013) Céline Melloul (2024)                                  |
| Nathan Owens        | Holden Novak         | 2025-                       |                                                                                   |
| Melody Thomas Scott | Nikki Newman         | 1979-                       | Sophie Deschaumes (1989) Joëlle Fossier (depuis 1989)                             |
| Zuleyka Silver (en) | Audra Charles        | 2022-                       | Audrey Sourdive                                                                   |
| Michelle Stafford   | Phyllis Summers      | 1994-1997, 2000-2013, 2019- | Isabelle Ganz                                                                     |
| Jason Thompson (en) | William Abbott       | 2016-                       | Tanguy Goasdoué                                                                   |
| Susan Walters       | Diane Jenkins Abbott | 2001-2004, 2010, 2022-      | Anne Deleuze                                                                      |

### Personnages et acteurs récurrents actuels
| Acteurs               | Personnages            | Années                                       | Voix françaises                                                 |
| --------------------- | ---------------------- | -------------------------------------------- | --------------------------------------------------------------- |
| Lauralee Bell         | Christine Blair        | 1983-2006, 2010-                             | Michèle Lituac (1985-1999) Natacha Muller (depuis 2000)         |
| Tracey E. Bregman     | Lauren Fenmore Baldwin | 1983-1995, 2000-                             | Kelvine Dumour                                                  |
| Reylynn Caster (en)   | Faith Newman           | 2021-                                        | Jaynelia Coadou                                                 |
| Michael Damian        | Danny Romalotti        | 1981-1998, 2002-2004, 2008, 2012-2013, 2022- | Jérôme Berthoud                                                 |
| Eileen Davidson       | Ashley Abbott          | 1982-1988, 1999-                             | Dominique Mac Avoy (1982-2025) Véronique Augereau (depuis 2025) |
| Cait Fairbanks (en)   | Tessa Porter           | 2017-                                        | Emmylou Homs                                                    |
| Elizabeth Hendrickson | Chloe Mitchell         | 2008-2017, 2019-                             | Edwige Lemoine                                                  |
| Judah Mackey          | Connor Newman          | 2019-                                        | Pauline de Meurville                                            |
| Beth Maitland         | Traci Abbott           | 1982-1996, 1999, 2001-2002, 2006-            | Marie-Laure Beneston                                            |
| Sienna Mercuri        | Katie Newman           | 2016-                                        |                                                                 |
| Paxton Mishkind       | Johnny Abbott          | 2022-                                        | Thomas Sagols                                                   |
| Mishael Morgan (en)   | Amanda Sinclair        | 2019-                                        | Marie Zidi                                                      |
| Redding Munsell       | Harrison Abbott        | 2024-                                        |                                                                 |
| Valarie Pettiford     | Amy Lewis              | 2024-                                        |                                                                 |
| Jess Walton           | Jill Abbott            | 1987-                                        | Josiane Pinson                                                  |

### Personnages et acteurs - actrices passés
| Acteurs                     | Personnages                   | Années                                                                   | Voix françaises                        |
| --------------------------- | ----------------------------- | ------------------------------------------------------------------------ | -------------------------------------- |
| Robert Ackerman             | John Harding (#1)             | 1981                                                                     |                                        |
| Wanda Acuna                 | Keesha Monroe (#1)            | 1994-1995                                                                | Laurence Crouzet                       |
| Deborah Adair               | Jill Fenmore Atkinson (#3)    | 1980-1983                                                                |                                        |
| Marla Adams                 | Dina Mergeron                 | 1983-1986, 1991, 1996, 2008, 2017-2020                                   | Françoise Pavy                         |
| Robert Adamson              | Noah Newman (#3)              | 2012-2018, 2020                                                          | Brice Ournac                           |
| John Nelson Alden           | Nicholas Newman (#1)          | 1991-1994                                                                | Marie-Christine Leclerc                |
| Sarah Aldrich               | Victoria Newman (#3)          | 1997                                                                     | Marine Boiron                          |
| Kevin Alejandro             | Dominic Hugues                | 2004-2005                                                                | Ludovic Baugin                         |
| Marilyn Alex                | Molly Carter                  | 1991-1993, 1995                                                          | Anne-Marie Haudebourg                  |
| Alyvia Alyn Lind            | Faith Newman (#1)             | 2011-2013, 2014-2021                                                     | Catherine Privat                       |
| Beverly Archer              | Shirley Sherwood              | 1999                                                                     | Pauline Larrieu                        |
| Tina Arning                 | Sasha Green                   | 1995-1997, 2002                                                          | Ninou Fratellini                       |
| Rod Arrants                 | Steven Lassiter               | 1987-1988                                                                | Michel Papineschi                      |
| Nina Arvesen                | Cassandra Hall Rawlins        | 1988-1991                                                                | Emmanuelle Bondeville                  |
| Linden Ashby                | Cameron Kristen               | 2003-2004, 2023, 2024                                                    | Luc Boulad                             |
| Matthew Atkinson            | Austin Travers                | 2014-2015                                                                | Fabrice Fara                           |
| Pamela Bach et Diana Barton | Mari Jo Mason                 | 1994-1994 et 1994-1996                                                   | Annie Balestra                         |
| Samantha Bailey             | Summer Newman (#1)            | 2009-2012                                                                | Hermine Regnault                       |
| Peter Barton                | Scott Grainger Sr.            | 1988-1993                                                                | Bruno Raina                            |
| Ashley Bashioum             | Mackenzie Browning (#1)       | 1999-2002, 2004-2005                                                     | Sauvane Delanoë                        |
| William Bassett             | Pete Walker                   | 1982-1983                                                                |                                        |
| Fred Beir                   | Mitchell Sherman (#1)         | 1975-1985                                                                |                                        |
| Nicholas Benedict           | Michael Scott                 | 1980-1981                                                                |                                        |
| Meg Bennett                 | Julia Newman                  | 1980-1981, 1982-1984, 1986-1987, 2002, 2018, 2020                        | Juliette Degenne                       |
| Carlos Bernard              | Rafael Delgado                | 1999                                                                     | Mathias Kozlowski                      |
| Frank M. Bernard            | Marc Mergeron                 | 1984, 1987-1988                                                          |                                        |
| Corbin Bernsen              | Père Todd Williams            | 2004, 2009-2010, 2012                                                    | Philippe Peythieu                      |
| Wilson Bethel               | Ryder Callahan                | 2009-2010, 2011                                                          | Benjamin Gasquet                       |
| Lesley Bevis                | Ruth Perkins                  | 1998-1999                                                                | Françoise Pavy                         |
| Thom Bierdz                 | Phillip Chancellor III        | 1986-1989, 2004, 2009, 2010, 2011                                        | Fabrice Josso                          |
| Vail Bloom                  | Heather Stevens               | 2007-2010, 2023-2024                                                     | Dorothée Pousséo                       |
| Laura Bryan Birn            | Lynne Bassett                 | 1988-2004                                                                | Véronique Rivière                      |
| Donny Boaz                  | Chance Chancellor (#2)        | 2019-2021                                                                | Pascal Nowak                           |
| Vasili Bogazianos           | Al Fenton                     | 1998-1999                                                                | Gabriel Le Doze                        |
| Jay Bontatibus              | Tony Viscardi (#2)            | 1999-2000                                                                | Didier Cherbuy                         |
| Roscoe Born                 | Tom Fisher                    | 2005-2006, 2009                                                          | Gabriel Le Doze                        |
| Denise Boutte               | Imani Benedict (#2)           | 2022                                                                     | Vanessa Van-Geneugden                  |
| Jeff Branson                | Ronan Malloy                  | 2010-2011, 2011-2012, 2012                                               | Serge Faliu                            |
| Brooke Marie Bridges        | Lily Winters Ashby (#1)       | 1996-2002                                                                | Brigitte Lecordier                     |
| Frank Bronson               | Clint Radison (#1)            | 1989                                                                     |                                        |
| Kimberlin Brown             | Sheila Carter (#1)            | 1990-1992, 1993, 1994, 1995, 2005-2006                                   | Caroline Jacquin puis Denise Metmer    |
| Peter Brown (en)            | Robert Laurence               | 1981-1982                                                                |                                        |
| Ryan Brown                  | William Abbott (#2)           | 2002-2003                                                                | Tanguy Goasdoué                        |
| Karl Bruck                  | Maestro Faustch               | 1974-1982, 1984-1985                                                     |                                        |
| Lachlan Buchanan            | Kyle Abbott (#3)              | 2015-2016                                                                | Gabriel Bismuth                        |
| Richard Burgi               | Ashland Locke (#1)            | 2021-2022                                                                | Bernard Lanneau                        |
| John Burke                  | Calvin Boudreau               | 2019                                                                     | Georges D'Audignon                     |
| Steve Burton                | Dylan McAvoy                  | 2013-2017                                                                | Boris Rehlinger                        |
| Lindsay Bushman             | Summer Newman (#2)            | 2012                                                                     | Alexia Papineschi                      |
| Darcy Rose Byrnes           | Abby Carlton (#1)             | 2003-2007, 2008                                                          | Chantal Macé                           |
| Barry Cahill                | Sam Powers (#2)               | 1974-1975                                                                |                                        |
| Sasha Calle                 | Lola Rosales                  | 2018-2021                                                                | Kelly Marot                            |
| Jason Canela                | Arturo Rosales                | 2018-2019, 2020-2021                                                     | John Kokou                             |
| Lisa Canning                | Adrienne Markham              | 2004-2005                                                                | Laëtitia Lefebvre                      |
| Cathy Carricaburu           | Nancy Becker                  | 1976-1978                                                                |                                        |
| Sean Carrigan               | Stitch Rayburn                | 2013-2017, 2021                                                          | Cyrille Monge                          |
| Colleen Casey               | Faren Connor (#1)             | 1985-1987                                                                |                                        |
| Tricia Cast (en)            | Nina Webster                  | 1986-2001, 2008-2014, 2020-2021, 2023-2024                               | Aurélia Bruno                          |
| John Castellanos            | John Silva                    | 1989-2004                                                                | Jean-Louis Faure                       |
| Malika Chabla               | Pamela Fitz                   | 2000                                                                     |                                        |
| Loyita Chapel               | Judy Wilson                   | 1980-1981                                                                |                                        |
| Judith Chapman              | Gloria Simmons                | 2005-2018, 2020-2023                                                     | Evelyne Grandjean                      |
| Nick Chastain               | Alex                          | 2004, 2006                                                               | Yoann Sover                            |
| Colby Chester               | Michael Crawford              | 1985-1990                                                                | Erik Colin                             |
| Eddie Cibrian               | Matt Clark (#1)               | 1994-1996                                                                | Charles Pestel                         |
| Robert Clary                | Pierre Roulland               | 1973-1974                                                                |                                        |
| Keith Hamilton Cobb         | Damon Porter                  | 2003-2005                                                                | Serge Faliu                            |
| Annalisa Cochrane           | Zoey                          | 2017                                                                     | Célia Asensio                          |
| Robert Colbert              | Stuart Brooks                 | 1973-1983                                                                |                                        |
| Dennis Cole                 | Lance Prentiss (#2)           | 1981-1982                                                                |                                        |
| Signy Coleman               | Hope Adams(#1)                | 1993-1995, 1996-1997, 2000, 2002, 2008, 2010                             | Brigitte Aubry                         |
| Jessica Collins             | Avery Clark                   | 2011-2015                                                                | Vanina Pradier                         |
| John Considine              | Phillip Chancellor II         | 1973-1974                                                                |                                        |
| Carolyn Conwell             | Marion Reeves                 | 1977                                                                     | Danielle Dinant                        |
| Carolyn Conwell             | Mary Williams                 | 1980-2004                                                                | Danielle Dinant                        |
| Angell Conwell              | Leslie Michaelson             | 2010-2011, 2012-2014, 2015, 2016, 2017, 2019                             | Sylvie Jacob                           |
| Jeanne Cooper               | Katherine Chancellor          | 1973-2013                                                                | Catherine Sola puis Annie Balestra     |
| Michael Corbett             | David Kimble (#2)             | 1986-1991                                                                | Daniel Gall                            |
| Melinda Cordell             | Dorothy Stevens               | 1980-1982, 1993                                                          | Liliane Patrick                        |
| Melinda Cordell             | Estelle Chauvin               | 1990-1994                                                                | Liliane Patrick                        |
| Christopher Cousins         | Alan Laurent                  | 2024-2025                                                                |                                        |
| Christopher Cousins         | Martin Laurent                | 2024-2025                                                                |                                        |
| Grant Cramer                | Shawn Garrett                 | 1984-1986                                                                | Pierre Tessier                         |
| Grant Cramer                | Adam Hunter                   | 1996                                                                     | Pierre Tessier                         |
| Barbara Crampton            | Leanna Love Randolph          | 1987-1993, 1998, 1999, 2000-2001, 2002, 2006, 2007, 2023                 | Sophie Lepanse                         |
| Lee Crawford                | Sally McGuire                 | 1973-1974, 1981-1982                                                     |                                        |
| Todd Curtis                 | Skip Evans                    | 1987-1991                                                                |                                        |
| Linwood Dalton              | Jared Markson                 | 1984-1985                                                                |                                        |
| Candice Daly                | Veronica Landers (#2)         | 1997-1998                                                                | Virginie Ogouz                         |
| Edgar Daniels               | Sebastian Crown               | 1980                                                                     |                                        |
| Marco Dapper                | Carmine Basco                 | 2012-2013                                                                | Denis Laustriat                        |
| Brooks Darnell              | Nate Hastings (#3)            | 2018-2019                                                                | Diouc Koma                             |
| Doug Davidson               | Paul Williams                 | 1978-2018, 2019, 2020                                                    | Jean-François Aupied                   |
| Josie Davis                 | Grace Turner (#1)             | 1996-1997                                                                | Vanina Pradier                         |
| Marita De Leon              | Joani Garza                   | 1995-1998                                                                | Guylène Ouvrard                        |
| Kristine DeBell             | Pam Warren (#1)               | 1983                                                                     |                                        |
| Lee Debroux                 | John Harding (#2)             | 1981                                                                     |                                        |
| Dick DeCoit                 | Ron Becker                    | 1976-1977                                                                |                                        |
| John Denos                  | Joe Blair                     | 1983-1987                                                                |                                        |
| Diana DeGarmo               | Angelina Veneziano            | 2011-2012                                                                | Marine Tuja                            |
| Mark Derwin                 | Adrian Hunter                 | 1989-1990                                                                | Michel Vigné                           |
| Don Diamont                 | Brad Carlton                  | 1985-1996, 1998-2009                                                     | Daniel Lafourcade                      |
| Brenda Dickson              | Jill Fenmore Atkinson (#1)    | 1973-1980, 1983-1987                                                     | Anne Ludovik                           |
| María Caridad DiDomenico    | Alyssa Montalvo               | 2020, 2021                                                               | Julie Turin                            |
| Norma Donaldson             | Lillie Belle Barber           | 1990-1994                                                                | Michèle Bardollet                      |
| Alex Donnelley              | Diane Jenkins (#1)            | 1982-1984, 1986, 1996-2001                                               | Anne Deleuze                           |
| Christopher Douglas (en)    | Sean Bridges                  | 2001                                                                     | Damien Ferrette                        |
| Jerry Douglas               | John Abbott                   | 1982-2006, 2006-2013, 2015-2016                                          | Marcel Guido et Philippe Ariotti       |
| Jerry Douglas               | Alistair Wallingford          | 2008                                                                     | Marcel Guido et Philippe Ariotti       |
| John Driscoll               | Chance Chancellor (#1)        | 2009-2010, 2011                                                          | Pascal Nowak                           |
| Denice Duff                 | Amanda Browning               | 2001-2002                                                                | Nadine Delanoë                         |
| Cindy Eilbacher             | Jody Conway (#2)              | 1977                                                                     |                                        |
| Cindy Eilbacher             | April Stevens                 | 1979-1982, 1992-1994                                                     |                                        |
| Scott Elrod                 | Joe Clark                     | 2014-2015                                                                | Damien Ferrette                        |
| Chris Engen                 | Adam Newman (#1)              | 2008-2009                                                                | Yoann Sover                            |
| John Enos III               | Bobby Marsino                 | 2003-2005                                                                | Xavier Fagnon                          |
| Kellen Enriquez             | Harrison Locke (#1)           | 2021-2024                                                                | Emmylou Homs                           |
| Brenda Epperson (en)        | Ashley Abbott (#2)            | 1988-1995                                                                | Dominique Mac Avoy                     |
| Hayley Erin                 | Abby Carlton (#2)             | 2008-2010                                                                | Chantal Macé                           |
| William Gray Espy           | Snapper Foster (#1)           | 1973-1975, 2003                                                          | Emmanuel Jacomy                        |
| Mitch Eakins                | Brandon Rose                  | 2019                                                                     | Jérémie Bédrune                        |
| Andrea Evans                | Patty Williams (#3)           | 1983-1984                                                                |                                        |
| Andrea Evans                | Tawny Moore                   | 2010                                                                     | Christiane Jean                        |
| Michael Evans               | Douglas Austin                | 1980-1981, 1981-1985, 1987-1995                                          | Philippe Dumat                         |
| Vanessa Lee Evigan          | Brittany Hodges (#1)          | 1999-2000                                                                | Barbara Beretta                        |
| Jennifer Gareis             | Grace Turner (#2)             | 1997-1999, 2000, 2002, 2004, 2014                                        | Vanina Pradier puis Gaëlle Savary      |
| Rory Gibson                 | Noah Newman (#4)              | 2021-2023                                                                | Brice Ournac                           |
| Sharon Farrell              | Florence Webster              | 1991-1996                                                                | Marion Game                            |
| Walter Fauntleroy           | Nate Hastings (#2)            | 2011                                                                     | Diouc Koma                             |
| Jhoanna Flores              | Adriana Stone                 | 2013                                                                     | Justine Berger                         |
| Conner Floyd                | Chance Chancellor             | 2021-2025                                                                | Pascal Nowak                           |
| Lyndsy Fonseca              | Colleen Carlton (#2)          | 2001-2004, 2004-2005                                                     | Adeline Chetail                        |
| Clementine Ford             | Mackenzie Browning (#5)       | 2009-2010                                                                | Sauvane Delanoë                        |
| Steven Ford                 | Andy Richards                 | 1981-1987, 2002-2003                                                     | Patrick Borg                           |
| Vivica A. Fox               | Stephanie Simmons             | 1994-1995                                                                | Danièle Douet                          |
| David "Shark" Fralick       | Larry Warton                  | 1995-1996, 1999-2004, 2005                                               | Bernard Bollet                         |
| Genie Francis               | Genevieve Atkinson            | 2011-2012                                                                | Ivana Coppola                          |
| Margarita Franco            | Madame Martinez               | 2012, 2016-2017                                                          | Béatrice Michel                        |
| Adrienne Frantz             | Amber Moore Romalotti         | 2006-2010, 2013                                                          | Véronique Picciotto                    |
| Jacob Aaron Gaines          | Moses Winters (#4)            | 2021-2022                                                                | Tom Trouffier                          |
| Robert Gant                 | David Sherman                 | 2013-2016                                                                | Jérôme Keen                            |
| Joy Garrett                 | Boobsie Caswell Austin        | 1983-1985                                                                |                                        |
| Jennifer Gatti              | Keesha Monroe (#2)            | 1995-1996                                                                | Laurence Crouzet                       |
| Anthony Geary               | George Curtis                 | 1973                                                                     |                                        |
| Noah Alexander Gerry        | Charlie Ashby                 | 2017-2019                                                                | Thomas Sagols                          |
| Sabryn Genet                | Tricia Dennison McNeil        | 1997-2001                                                                | Malvina Germain                        |
| Mckenna Grace               | Faith Newman (#2)             | 2013-2014, 2015                                                          | Catherine Privat                       |
| Amy Gibson                  | Alana Anthony                 | 1985                                                                     |                                        |
| John Gibson                 | Jerry Cash Cashman            | 1980-1982                                                                |                                        |
| Bond Gideon                 | Jill Foster Abbott (#2)       | 1980                                                                     |                                        |
| Daniel Goddard              | Cane Ashby (#1)               | 2007-2011, 2011-2019                                                     | Thierry Ragueneau                      |
| Daniel Goddard              | Caleb Atkinson                | 2011                                                                     | Thierry Ragueneau                      |
| Siena Goines                | Callie Rogers (#2)            | 1998-2000                                                                | Magali Barney                          |
| Ricky Paull Goldin          | Gary Dawson                   | 1999-2000, 2000                                                          | Éric Etcheverry                        |
| Justin Gorence              | Peter Garrett                 | 1995-1997, 1997-1998                                                     | Eric Aubrahn                           |
| Noemi Gonzalez              | Mia Rosales                   | 2018-2019                                                                | Laëtitia Godès                         |
| Andre Gower                 | Brooks Prentiss (#3)          | 1981-1982                                                                |                                        |
| Charles H. Gray             | Bill Foster                   | 1975-1976                                                                |                                        |
| Dorothy Green               | Jennifer Elizabeth Brooks     | 1973-1977                                                                |                                        |
| James Michael Gregary       | Clint Radison (#2)            | 1989-1990, 1990-1991, 2009                                               |                                        |
| Stephen Gregory             | Chase Benson                  | 1988-1991                                                                |                                        |
| Michael Gross               | River Baldwin                 | 2008-2009                                                                | Vincent Violette                       |
| Bennet Guillory             | Walter Barber (#2)            | 1992-1994                                                                |                                        |
| Brett Hadley                | Carl Williams                 | 1980-1990, 1998-1999                                                     | Jacques Richard puis Robert Darmel     |
| Stacy Haiduk                | Patty Williams (#4)           | 2009-2010, 2011-2012, 2015-2016                                          | Emmanuelle Bondeville                  |
| Stacy Haiduk                | Emily Peterson                | 2009-2010, 2012                                                          | Emmanuelle Bondeville                  |
| Daniel Hall                 | Scott Grainger, Jr (#2)       | 2017-2018                                                                | Hervé Grull                            |
| Deidre Hall                 | Barbara Anderson              | 1973-1975                                                                |                                        |
| Tom Hallick                 | Brad Elliot                   | 1973-1978                                                                |                                        |
| Brett Halsey                | John Abbott (#1)              | 1980-1981                                                                |                                        |
| Lynne Harbaugh              | Lisa Mansfield                | 1988-1989                                                                | Marie-Christine Robert                 |
| Justin Hartley              | Adam Newman (#3)              | 2014-2016                                                                | Martial Le Minoux                      |
| Justin Hartley              | Gabriel Bingham               | 2015                                                                     | Martial Le Minoux                      |
| David Hasselhoff            | Snapper Foster (#2)           | 1975-1982, 2010                                                          | Emmanuel Jacomy                        |
| Wings Hauser                | Greg Foster (#3)              | 1977-1981, 2010                                                          | Hervé Jolly                            |
| Susan Seaforth Hayes        | Joanna Manning                | 1984-1989, 2005, 2006, 2010                                              | Pauline Larrieu                        |
| Jessica Heap                | Eden Baldwin (#3)             | 2011-2013                                                                | Kelly Marot                            |
| Rick Hearst                 | Matt Clark (#3)               | 2000-2001                                                                | Charles Pestel                         |
| Kay Heberle                 | Joann Curtis                  | 1975-1978                                                                |                                        |
| Karen Hensel                | Doris Collins                 | 1994-2003, 2005, 2009, 2011, 2012                                        | Jocelyne Darche                        |
| Anthony Herrera             | Jack Curtis                   | 1975-1977                                                                |                                        |
| Christopher Holder          | Kevin Bancroft                | 1982-1984                                                                |                                        |
| Randy Holland               | Rick Daros                    | 1983-1984                                                                |                                        |
| Blake Hood (en)             | Kyle Abbott (#1)              | 2012-2013                                                                | Gabriel Bismuth                        |
| Erica Hope                  | Nikki Newman (#1)             | 1978-1979                                                                |                                        |
| Jim Houghton                | Greg Foster (#1)              | 1973-1976, 2003                                                          | Hervé Jolly                            |
| Alice Hunter                | Kerry Johnson                 | 2018-2019                                                                | Céline Melloul                         |
| James Hyde                  | Jeremy Stark                  | 2022-2023                                                                | Julien Meunier                         |
| Vincent Irizarry            | David Chow                    | 2007-2008                                                                | Pierre Tessier                         |
| Burgess Jenkins             | William Abbott (#5)           | 2014-2016                                                                | Tanguy Goasdoué                        |
| Gladys Jimenez              | Ramona Caceres                | 1999-2000, 2002                                                          | Laurence Dourlens                      |
| Kristoff St. John           | Neil Winters                  | 1991-2019                                                                | Luc Mitéran puis Cyrille Artaux        |
| Tyler Johnson               | Theo Vanderway                | 2019-2020, 2021                                                          | Martin Faliu                           |
| Ashley Jones                | Megan Dennison Viscardi       | 1997-2000, 2001                                                          | Laura Préjean                          |
| Bryant Jones                | Nate Hastings (#1)            | 1996-2002                                                                | Brigitte Lecordier                     |
| James Ivy                   | Jeremy Ross                   | 1997                                                                     |                                        |
| Sean Kanan                  | Deacon Sharpe                 | 2009-2012, 2022                                                          | Jérôme Rebbot                          |
| Mitzi Kapture-Donahue       | Anita Hodges                  | 2002-2005                                                                | Emmanuelle Bondeville                  |
| Jennifer Karr               | Ellen Winters                 | 1986-1987                                                                |                                        |
| Beau Kazer                  | Brock Reynolds                | 1974-1980, 1984-1986, 1990-1992, 1999-2004, 2008, 2009, 2010, 2011, 2013 | Daniel Beretta                         |
| Jay Kerr                    | Brian Forbes                  | 1982-1983                                                                |                                        |
| Brian Kerwin                | Greg Foster (#2)              | 1976-1977                                                                |                                        |
| Christian Keyes             | Ripley Turner                 | 2020                                                                     | Baptiste Marc                          |
| Andre Khabbazi              | Alec Moretti                  | 1997-1998                                                                | Lionel Melet                           |
| Rachel Kimsey               | Mackenzie Browning (#4)       | 2005-2006                                                                | Sauvane Delanoë                        |
| Hunter King                 | Summer Newman (#3)            | 2012-2016, 2018-2021, 2022                                               | Alexia Papineschi                      |
| Heath Kizzier               | Joshua Landers                | 1996-1998                                                                | Olivier Destrez                        |
| Luke Kleintank              | Noah Newman (#2)              | 2010-2011                                                                | Brice Ournac                           |
| Lauren Koslow               | Lindsey Wells                 | 1984-1986                                                                |                                        |
| Bert Kramer                 | Brent Davis (#2)              | 1984-1985                                                                |                                        |
| Kelly Kruger                | Mackenzie Browning (#3)       | 2002-2003, 2018, 2019                                                    | Sauvane Delanoë                        |
| Jerry Lacy                  | Jonas                         | 1979-1982                                                                |                                        |
| Joe LaDue                   | Derek Thurston (#2)           | 1977-1981, 1984                                                          |                                        |
| David Lago                  | Raul Guittierez               | 1999-2004                                                                | Stéphane Marais                        |
| Jennifer Landon             | Heather Stevens (#3)          | 2012                                                                     | Dorothée Pousséo                       |
| Jack Landron                | Sutton Ames                   | 2021                                                                     | Lionel Henry                           |
| Allison Lanier (en)         | Summer Newman (#4)            | 2022-2025                                                                | Alexia Papineschi                      |
| Eva LaRue                   | Celeste Rosales               | 2019, 2020-2021                                                          |                                        |
| Greg Lauren                 | Brett Nelson                  | 1998-1999                                                                | Pierre Tessier                         |
| John Phillip Law            | Jim Grainger (#1)             | 1989                                                                     |                                        |
| Russell Lawrence            | Matt Clark (#2)               | 2000                                                                     | Charles Pestel                         |
| Chene Lawson                | Yolanda Hamilton              | 2005-2006, 2023                                                          | Véronique Desmadryl                    |
| Adam Lazarre-White          | Nathan Hastings (#3)          | 1994-1996, 2000                                                          | Jean-Michel Farcy                      |
| Tristan Lake Leabu          | Reed Hellstrom (#2)           | 2016-2019, 2020                                                          | Arnaud Laurent                         |
| Jennifer Leak               | Gwen Sherman                  | 1974-1975                                                                |                                        |
| Roberta Leighton            | Casey Reed                    | 1978-1981, 1984, 1986-1989, 1998                                         | Monique Thierry                        |
| Elizabeth Leiner            | Tara Locke                    | 2021                                                                     | Véronique Desmadryl                    |
| Adrianne Leon               | Colleen Carlton (#3)          | 2006-2007                                                                | Adeline Chetail                        |
| Terry Lester                | Jack Abbott (#1)              | 1980-1989                                                                | Patrick Osmond                         |
| Victoria Ann Lewis          | Doris Collins                 | 1994                                                                     | Jocelyne Darche                        |
| Tom Ligon                   | Lucas Prentiss                | 1977-1982                                                                |                                        |
| Eva Longoria                | Isabella Braña Williams       | 2001-2003                                                                | Odile Schmitt                          |
| William Long, Jr.           | Wayne Stevens                 | 1980-1982                                                                |                                        |
| Loren Lott                  | Ana Hamilton (#2)             | 2018-2019                                                                | Corinne Wellong                        |
| Rianna Loving               | Rianna Miner (#1)             | 1999-2000                                                                | Edwige Lemoine                         |
| Thad Luckinbill             | J.T. Hellstrom                | 1999-2010, 2017-2018, 2019, 2023                                         | Maël Davan-Soulas puis Donald Reignoux |
| Aaron Lustig                | Tim Reid                      | 1996-1997, 2012                                                          | Bernard Métraux                        |
| Ryan MacDonald              | Robert Haskell                | 1989-1990                                                                |                                        |
| Victoria Mallory            | Leslie Brooks Prentiss (#3)   | 1977-1982, 1984                                                          |                                        |
| Vanessa Marano              | Eden Gerick                   | 2008-2010                                                                | Kelly Marot                            |
| Eva Marcille                | Tyra Hamilton                 | 2008-2009                                                                | Chantal Baroin                         |
| Heidi Mark                  | Sharon Newman (#2)            | 1994                                                                     | Alexandra Garijo                       |
| John H. Martin              | Frederick Hodges              | 2002-2005                                                                | Pierre Dourlens                        |
| Sandy Martin                | Jimmy                         | 2009                                                                     |                                        |
| Margaret Mason              | Eve Howard                    | 1980-1983, 1984, 1993                                                    |                                        |
| Alanna Masterson            | Colleen Carlton (#1)          | 1994-1995                                                                |                                        |
| Brian Matthews              | Eric Garrison                 | 1983-1985                                                                |                                        |
| Julianna McCarthy           | Liz Foster                    | 1973-1985, 1986, 1993, 2003-2004, 2008, 2010                             | Maria Tamar                            |
| Darius McCrary              | Malcolm Winters (#2)          | 2009-2011                                                                | Emmanuel Karsen                        |
| John McCook                 | Lance Prentiss (#1)           | 1976-1980                                                                |                                        |
| Mary Anne McGarry           | Estelle Chauvin (#2)          | 2008, 2011                                                               | Liliane Patrick                        |
| Howard McGillin             | Greg Foster (#4)              | 1981-1982                                                                |                                        |
| Dorothy McGuire             | Cora Miller                   | 1984                                                                     |                                        |
| Jim McMullan                | Brent Davis (#1)              | 1984                                                                     |                                        |
| Terrence McNally            | Robert Lynch                  | 1993-1994                                                                |                                        |
| Raya Meddine                | Sabrina Costelana             | 2008, 2009, 2011                                                         | Malvina Germain                        |
| Tracy Lindsey Melchior      | Veronica Landers (#1)         | 1997                                                                     | Virginie Ogouz                         |
| Ernestine Mercer            | Millie Johnson                | 1997-1999, 2000                                                          | Lily Johnson                           |
| Freeman Michaels            | Drake Belson                  | 1995-1996                                                                | Mark Lesser                            |
| Jeanna Michaels             | Karen Richards                | 1981-1982                                                                |                                        |
| Kerry Leigh Michaels        | Faren Connor (#2)             | 1991                                                                     |                                        |
| Ashley Nicole Millan        | Victoria Newman (#1)          | 1982-1991                                                                | Marine Boiron                          |
| Billy Miller                | William Abbott (#4)           | 2008-2014                                                                | Tanguy Goasdoué                        |
| William Mims (en)           | Sam Powers (#1)               | 1973                                                                     |                                        |
| Victor Mohica               | Felipe Ramirez                | 1980-1981                                                                |                                        |
| Jay Montalvo                | Adrian Rosales                | 2019                                                                     | Vincent Violette                       |
| Philip Moon                 | Keemo Volien Abbott           | 1994-1996                                                                | Bernard Lanneau                        |
| Shemar Moore                | Malcolm Winters (#1)          | 1994-2002, 2004-2005, 2014, 2019, 2023                                   | Emmanuel Karsen                        |
| Debbi Morgan                | Harmony Hamilton (#2)         | 2011-2012                                                                | Véronique Desmadryl                    |
| Melissa Morgan              | Brittany Norman               | 1988-1990                                                                | Vanina Pradier                         |
| Melissa Morgan              | Agnes Sorenson                | 2003                                                                     | Vanina Pradier                         |
| Mishael Morgan (en)         | Hilary Curtis                 | 2013-2018                                                                | Marie Zidi                             |
| Julianne Morris Polaha      | Amy Wilson (#2)               | 1994-1996, 2014                                                          | Véronique Soufflet                     |
| Phil Morris                 | Tyrone Jackson                | 1984-1986                                                                |                                        |
| Michael Muhney              | Adam Newman (#2)              | 2009-2014                                                                | Yoann Sover                            |
| Sean Muramatsu              | Ted                           | 2018-2019                                                                | Jérémie Bédrune                        |
| Conci Nelson                | Betsy Sanderson               | 1987                                                                     | Barbara Tissier                        |
| Conci Nelson                | Heather Stevens(#1)           | 1993-1994                                                                | Barbara Tissier                        |
| Sandra Nelson               | Phyllis Summers Newman (#2)   | 1997-1999                                                                | Isabelle Ganz                          |
| Robert Newman               | Ashland Locke (#2)            | 2022                                                                     | Bernard Lanneau                        |
| Lee Nicholl                 | Sven Peterson                 | 1985-1986                                                                |                                        |
| Stephen Nichols             | Tucker McCall                 | 2010-2013                                                                | Bernard Lanneau                        |
| Lily Brooks O'Briant (en)   | Lucy Romalotti                | 2023-2024                                                                | Zina Khakhoulia                        |
| John O'Hurley               | Jim Grainger (#2)             | 1989-1990                                                                |                                        |
| Ken Olandt                  | Derek Thurston                | 1989                                                                     | Mark Lesser                            |
| Julia Pace Mitchell         | Sofia Dupre Winters           | 2010-2012, 2019                                                          | Laëtitia Lefebvre                      |
| Max Page                    | Reed Hellstrom (#1)           | 2009-2014                                                                | Pauline de Meurville                   |
| Gretchen Palmer             | Serena                        | 2002                                                                     | Marjorie Frantz                        |
| Scott Palmer                | Tim Sullivan                  | 1983-1987, 1988-1989                                                     |                                        |
| Evan Parke                  | Spencer Walsh                 | 2010-2012                                                                | Thierry Desroses                       |
| Robert Parucha              | Matt Miller                   | 1985-1987, 2003, 2020                                                    | Edgar Givry                            |
| J. Eddie Peck               | Cole Howard (en)              | 1993-1999, 2023-2025                                                     | Xavier Béja                            |
| Nia Peeples                 | Karen Taylor                  | 2007-2009                                                                | Odile Schmitt                          |
| Anthony Pena                | Miguel Rodriguez              | 1984-2003, 2004, 2005, 2006                                              | Étienne Dirand                         |
| Brock Peters                | Frank Lewis                   | 1982-1985                                                                |                                        |
| Devon Pierce                | Diane Westin                  | 1990-1991                                                                |                                        |
| Drew Pillsbury              | David Kimble (#1)             | 1986                                                                     | Daniel Gall                            |
| Mark Pinter                 | Marcus Wheeler                | 2013                                                                     | Denis Boileau                          |
| Eyal Podell                 | Adrian Korbel                 | 2006-2008                                                                | Mathias Kozlowski                      |
| Sophie Pollono              | Cordelia Abbott               | 2011-2013                                                                |                                        |
| Peter Porte                 | Ricky Williams                | 2011-2012                                                                | Yannick Blivet                         |
| Monica Potter               | Sharon Newman (#1)            | 1994                                                                     | Alexandra Garijo                       |
| Nathan Purdee               | Nathan Hastings (#1)          | 1984-1992                                                                | Jean-Michel Farcy                      |
| Daniel Quinn                | Ralph Hunnicutt               | 2002                                                                     | Damien Boisseau                        |
| Francesco Quinn             | Tomas Del Cerro               | 1999-2001                                                                | Eric Aubrahn                           |
| Marisa Ramirez              | Carmen Mesta                  | 2006, 2007                                                               | Annie Milon                            |
| Marisa Ramirez              | Ines Vargas                   | 2007                                                                     | Annie Milon                            |
| Logan Ramsey                | Joseph Anthony                | 1984-1985                                                                |                                        |
| Margueritte Ray             | Mamie Johnson (#1)            | 1980-1990                                                                | Mireille Abadie                        |
| Veronica Redd (en)          | Mamie Johnson (#2)            | 1990-1995, 1999, 2000, 2001, 2002, 2003, 2004, 2023-2024                 | Mireille Abadie                        |
| Quinn Redeker               | Nicholas Reed                 | 1979                                                                     |                                        |
| Quinn Redeker               | Joseph Thomas                 | 1979-1989                                                                |                                        |
| Quinn Redeker               | Rex Sterling                  | 1987-1994, 2004                                                          | Jean-Claude Robbe                      |
| Blair Redford               | Scott Grainger, Jr (#1)       | 2005-2006                                                                | Donald Reignoux                        |
| Marianne Rees               | Mai Volien                    | 1994-1996                                                                |                                        |
| Scott Reeves                | Ryan McNeil                   | 1991-2001                                                                | Vincent Ropion                         |
| Donnelly Rhodes             | Phillip Chancellor II (#2)    | 1974-1975                                                                |                                        |
| Lynne Topping Richter       | Christabel Brooks (#2)        | 1978-1982                                                                |                                        |
| Eden Riegel                 | Heather Stevens (#2)          | 2010-2011                                                                | Dorothée Pousséo                       |
| Greg Rikaart                | Kevin Fisher                  | 2003-2023                                                                | Alexis Tomassian                       |
| Jermaine Rivers (en)        | Damian Kane                   | 2025                                                                     |                                        |
| Deanna Robbins              | Cindy Lake                    | 1982-1983                                                                |                                        |
| Alexia Robinson             | Alex Perez                    | 2000-2002                                                                | Dorothée Jemma                         |
| Tristan Rogers              | Colin Atkinson                | 2010-2011, 2012, 2014-2015, 2017, 2019                                   | Jean Barney                            |
| Leigh-Ann Rose              | Imani Benedict (#1)           | 2020-2022                                                                | Vanessa Van-Geneugden                  |
| Victoria Rowell             | Drucilla Barber Winters (#1)  | 1990-1998, 2000, 2002-2007                                               | Françoise Dasque                       |
| David Lee Russek            | Sean Bridges (#2)             | 2001-2002                                                                | Damien Ferrette                        |
| Deanna Russo                | Logan Armstrong               | 2007                                                                     | Armelle Gallaud                        |
| Jodean Russo                | Regina Henderson              | 1975-1976                                                                |                                        |
| William Russ                | Tucker McCall (#1)            | 2009-2010                                                                | Bernard Lanneau                        |
| Garrett Ryan                | Kyle Jenkins Abbott           | 2010-2012                                                                | Catherine Desplaces                    |
| Marcy Rylan                 | Abby Newman                   | 2010-2012, 2013                                                          | Chantal Macé                           |
| Erin Sanders                | Eden Gerick                   | 2008                                                                     | Kelly Marot                            |
| Henry G. Sanders            | Walter Barber (#1)            | 1991                                                                     |                                        |
| Brytni Sarpy (en)           | Elena Dawson                  | 2019-2024                                                                | Déborah Claude                         |
| Lanna Saunders              | Betty Andrews                 | 1974-1975                                                                |                                        |
| Hartley Sawyer              | Kyle Abbott (#2)              | 2013-2014                                                                | Gabriel Bismuth                        |
| Beth Scheffel               | Barbara Ann Harding           | 1981-1982                                                                |                                        |
| Kevin Schmidt               | Noah Newman (#4)              | 2008-2012                                                                | Brice Ournac                           |
| Robin Scott                 | Amy Wilson (#1)               | 1994                                                                     | Véronique Soufflet                     |
| Nick Scotti                 | Tony Viscardi (#1)            | 1996-1999                                                                | Didier Cherbuy                         |
| Tom Selleck                 | Jed Andrews                   | 1974-1975                                                                | Jed Andrews                            |
| Diego Serrano               | Diego Guittierez (#1)         | 2001-2002                                                                | Antoine Nouel                          |
| Scott Seymour               | William Abbott (#3)           | 2006                                                                     | Tanguy Goasdoue                        |
| Ted Shackelford             | Jeffrey Bardwell              | 2007-2015                                                                | Michel Paulin                          |
| Shari Shattuck              | Ashley Abbott (#3)            | 1996-1998                                                                | Dominique Mac Avoy                     |
| John Shearin                | Evan Sanderson                | 1986-1987                                                                |                                        |
| Mary Sheldon                | Nancy "Nan" Nolan             | 1989-1990                                                                |                                        |
| Davetta Sherwood            | Lily Winters Ashby (#2)       | 2006                                                                     | Zoé Bettan                             |
| Ruth Silvera                | Shirley Haskell               | 1989-1990                                                                | Pauline Larrieu                        |
| Marc Singer                 | Chet Delancy                  | 1999                                                                     | Marc Alfos                             |
| Abhi Sinha                  | Ravi Shapur                   | 2016-2018                                                                | Nessym Guétat                          |
| Trevor St. John             | Tucker McCall                 | 2022-2024                                                                | Pierre Tessier                         |
| Pamela Peters Solow         | Peggy Brooks                  | 1973-1981, 1984                                                          |                                        |
| Dana Sparks                 | Lena Cavett                   | 2021                                                                     |                                        |
| Jon St. Elwood              | Jazz Jackson                  | 1983-1986                                                                |                                        |
| Rebecca Staab               | April Stevens                 | 2008                                                                     | Emmanuelle Bondeville                  |
| Michelle Stafford           | Sheila Carter                 | 2006-2007                                                                | Isabelle Ganz                          |
| Mike Starr                  | Angelo Veneziano              | 2011-2012                                                                | Frédéric Norbert                       |
| Jack Stauffer               | Scott Adams                   | 1978-1979                                                                |                                        |
| Eric Steinberg              | Ji Min Kim                    | 2006-2007                                                                | Patrick Borg                           |
| Lilibet Stern               | Patty Williams (#2)           | 1980-1983                                                                |                                        |
| K. T. Stevens               | Vanessa Prentiss              | 1976-1981                                                                |                                        |
| Leslie Stevens              | Rose Turner                   | 2013                                                                     | Brigitte Berges                        |
| Paul Stevens                | Bruce Henderson (#2)          | 1975-1976                                                                |                                        |
| Lexie Stevenson             | Mattie Ashby                  | 2017-2019                                                                | Clara Soares                           |
| Trish Stewart               | Christabel Brooks Foster (#1) | 1973-1978, 1984                                                          |                                        |
| Ptosha Storey               | Naya Benedict                 | 2020-2021                                                                | Corinne Wellong                        |
| Jim Storm                   | Neil Fenmore                  | 1983-1986                                                                |                                        |
| Alex Straggs                | Davis Holloway                | 2011-2012                                                                |                                        |
| Rebecca Street              | Jessica Blair Grainger        | 1988-1989                                                                | Liliane Patrick                        |
| Maxine Stuart               | Margaret Dugan                | 1993, 1996                                                               |                                        |
| Elizabeth Sung              | Luan Volien Abbott            | 1994-1996                                                                | Sybille Tureau                         |
| Tammin Sursok               | Colleen Carlton (#4)          | 2007-2009                                                                | Adeline Chetail                        |
| Don Swayze                  | Charly Shaw                   | 2010                                                                     | Michel Vigné                           |
| Mark Tapscott               | Earl Bancroft                 | 1982-1983                                                                |                                        |
| Nicole Tarantini            | Mackenzie Browning (#2)       | 2001                                                                     | Sauvane Delanoë                        |
| Jennifer Taylor             | Rebekah Barlow                | 2018, 2019                                                               | Ariane Deviègue                        |
| Joseph Taylor               | Tony DiSalvo                  | 1982-1983                                                                |                                        |
| Josh Taylor                 | Jed Sanders                   | 1993-1994                                                                | Pierre Dourlens                        |
| Tammy Taylor                | Patty Williams (#1)           | 1980                                                                     |                                        |
| Christopher Templeton       | Carol Robbins Evans           | 1983-1993                                                                | Régine Teyssot                         |
| Michelle Thomas             | Callie Rogers (#1)            | 1998                                                                     | Magali Barney                          |
| Gordon Thomson              | Patrick Baker                 | 1997-1998                                                                |                                        |
| Alexis Thorpe               | Rianna Miner (#2)             | 2000-2002                                                                | Edwige Lemoine                         |
| Zach Tinker                 | Fen Baldwin (#3)              | 2018-2020, 2023                                                          | Adrien Larmande                        |
| Tony Todd                   | Gus Rogan                     | 2013                                                                     | Saïd Amadis                            |
| Gina Tognoni                | Phyllis Summers (#3)          | 2014-2019                                                                | Isabelle Ganz                          |
| David Tom                   | William Abbott (#2)           | 1999-2002, 2014                                                          | Tanguy Goasdoué                        |
| Heather Tom                 | Victoria Newman (#2)          | 1991-1997, 1997-2003                                                     | Marine Boiron                          |
| Brandi Tucker               | Karen Becker                  | 1976-1978                                                                |                                        |
| Michael Tylo                | Blade Bladeson                | 1992-1995                                                                | Denis Laustriat                        |
| Michael Tylo                | Rick Bladeson                 | 1994-1995                                                                | Denis Laustriat                        |
| Joan Van Ark                | Gloria Bardwell (#1)          | 2004-2005                                                                | Anne Rochant                           |
| Granville Van Dusen         | Keith Dennison (#1)           | 1996-1998, 1999, 2000, 2001                                              | Jean-Luc Kayser                        |
| Vincent Van Patten          | Christian Page                | 2000                                                                     |                                        |
| Aytl Jensen                 | Sam                           | 2008                                                                     |                                        |
| Greg Vaughan                | Diego Guittierez (#2)         | 2002-2003                                                                | Antoine Nouel                          |
| Jordi Vilasuso              | Rey Rosales                   | 2018-2022                                                                | Damien Boisseau                        |
| Paul Walker                 | Brandon Collins               | 1992-1993                                                                | Thierry Bourdon                        |
| Kelsey Wang                 | Allie Nguyen                  | 2022-2023                                                                | Mélissa Lexa Bérard                    |
| Billy Warlock               | Ben Hollander                 | 2007, 2008                                                               | Olivier Destrez                        |
| Benjamin Watkins            | Wesley Carter                 | 2002-2003                                                                | Adrien Antoine                         |
| Patty Weaver                | Gina Romalotti                | 1982-2009, 2013, 2023                                                    | Frédérique Villedent                   |
| Ellen Weston                | Suzanne Lynch                 | 1978-1980                                                                |                                        |
| Darnell Williams            | Sarge Wilder                  | 2012-2013                                                                | Frantz Confiac                         |
| Stephanie E. Williams       | Amy Peters Lewis              | 1983-1988                                                                |                                        |
| Tonya Lee Williams          | Olivia Winters                | 1990-2005, 2007, 2008-2009, 2010-2012                                    | Michèle Buzynski                       |
| David Winn                  | Steven Williams               | 1980-1981                                                                |                                        |
| William Wintersole          | Mitchell Sherman (#2)         | 1986-1996, 1998, 2003, 2008, 2009, 2011                                  | Michel Paulin                          |
| Ray Wise                    | Ian Ward                      | 2014-2016, 2024-                                                         | Hervé Jolly                            |
| Janet Wood                  | April Stevens (#1)            | 1979                                                                     |                                        |
| Lynn Wood                   | Alison Bancroft               | 1982-1984                                                                |                                        |
| Lauren Woodland             | Brittany Hodges               | 2000-2005, 2018-2021                                                     | Barbara Beretta                        |
| Greg Wrangler               | Steve Connelly                | 1992-1996, 1999, 2001, 2009                                              | Guy Chapellier                         |
| Colleen Zenk (en)           | Jordan Howard                 | 2023-2025                                                                |                                        |
| Yvonne Zima                 | Daisy Carter                  | 2009-2010, 2011, 2012                                                    | Olivia Luccioni                        |

Équipe de production

### Producteurs - productrices exécutifs
- Du lundi 26 mars 1973 à 1976 : William Joseph Bell
- De 1976 à 1982 : William Joseph Bell, John Conboy
- De 1982 à 1986 : William Joseph Bell, H. Wesley Kenney
- De 1986 à décembre 2001 : William Joseph Bell, Edward J. Scott
- De décembre 2001 à 2003 : William Joseph Bell, David Shaughnessy
- De 2003 à janvier 2004 : William Joseph Bell, David Shaughnessy, John F. Smith
- De janvier 2004 au 29 avril 2005 : William Joseph Bell, John F. Smith
- Du 2 mai 2005 au 12 mai 2006 : John F. Smith
- Du 15 mai au 3 octobre 2006 :
- Du 4 au 31 octobre 2006 : Lynn Marie Latham
- Du 25 octobre 2006 au 24 décembre 2007 : Lynn Marie Latham, Josh Griffith
- Du 26 décembre 2007 au 2 octobre 2008 : Josh Griffith
- Du 3 octobre 2008 au 10 mai 2011 : Maria Arena Bell, Paul Rauch
- Du 11 mai 2011 au 25 octobre 2012 : Maria Arena Bell
- Du 26 octobre 2012 au 13 juillet 2016 : Jill Farren Phelps
- Depuis le 16 janvier 2015 à 2016 : Charles Pratt Jr.
- Du 14 juillet 2016 au 5 février 2019 : Mal Young
- Du 6 février 2019 au 1er janvier 2023 : Anthony Morina
- Depuis le 6 février 2019 : Josh Griffith

## Diffusion dans le monde[12]
| Pays                | Nom du feuilleton          | Chaîne          | Jours de diffusion   | Horaires de diffusion                                                                       | Date de première diffusion                                                |
| ------------------- | -------------------------- | --------------- | -------------------- | ------------------------------------------------------------------------------------------- | ------------------------------------------------------------------------- |
| Afrique du Sud      | Rustelose Jare             | E.tv            | Du lundi au vendredi |                                                                                             | Juin 2004                                                                 |
| Allemagne           | Schatten der Leidenschaft  | Sat.1           | Du lundi au vendredi | De 11:35 à 12:15                                                                            | du Lundi 4 janvier 1993 au Samedi 8 décembre 1994                         |
| Allemagne           | Schatten der Leidenschaft  | ZDF             | Du lundi au vendredi |                                                                                             | du Lundi 3 mars 2008 au Jeudi 20 décembre 2008                            |
| Australie           | The Young and the Restless | W               | Du lundi au vendredi | De 12:00 à 13:00                                                                            |                                                                           |
| Australie           | The Young and the Restless | W2              | Du lundi au vendredi | De 14:00 à 15:00                                                                            |                                                                           |
| Belgique            | Les Feux de l'Amour        | La Une          | Du lundi au vendredi | De 12:00 à 13:00                                                                            | 1998 au 11 juillet 2025. Diffusion numérique uniquement après cette date. |
| Belgique            | Les Feux de l'Amour        | La Deux         | Du lundi au vendredi |                                                                                             |                                                                           |
| Brésil              |                            |                 | Du lundi au vendredi |                                                                                             |                                                                           |
| Canada              | The Young and the Restless | Global / E!     | Du lundi au vendredi | De 16:30 à 17:30                                                                            |                                                                           |
| Canada              | The Young and the Restless | NTV             | Du lundi au vendredi | De 12:30 à 13:30                                                                            | 2002                                                                      |
| Chypre              |                            | ANT1            | Du lundi au vendredi |                                                                                             | Juin 1992                                                                 |
| États-Unis          | The Young and the Restless | CBS             | Du lundi au vendredi | De 12:30 à 13:30                                                                            | Lundi 26 mars 1973                                                        |
| Finlande            | Tunteita ja Tuoksuja       | MTV3            | Du lundi au vendredi | De 9:40 à 10:40                                                                             | Lundi 4 mai 1998                                                          |
| France              | Les Feux de l'Amour        | TF1             | Du lundi au vendredi | De 13:50 à 15:10 (du 16/08/1989 au 25/11/2016) De 11:00 à 12:00 (depuis le 03/01/2017)      | Mercredi 16 août 1989                                                     |
| France              | Les Feux de l'Amour        | TV Breizh       | Du lundi au vendredi | De 13:30 à 16:00 (du 28/08/2017 au 5/01/2018) De 06:00 à 08:00 (du 6/01/2018 au 12/08/2018) | du Lundi 28 août 2017 au Dimanche 12 août 2018                            |
| Grèce               | Ατίθασα Νιάτα              | ET1             | Du lundi au vendredi | De 17:00 à 18:00                                                                            |                                                                           |
| Inde                | The Young and the Restless | Zee Café        | Du lundi au vendredi |                                                                                             | Février 2007                                                              |
| Italie              | Febbre d'Amore             | Rete 4          | Du lundi au vendredi | De 9:45 à 10:45                                                                             | Lundi 7 février 1983 au 30 octobre 2009                                   |
| Macédoine           |                            |                 | Du lundi au vendredi |                                                                                             |                                                                           |
| Mexique             |                            |                 | Du lundi au vendredi |                                                                                             |                                                                           |
| Nouvelle-Zélande    | The Young and the Restless | TV One          | Du lundi au vendredi |                                                                                             |                                                                           |
| Norvège             | The Young and the Restless | FEM             | Du lundi au vendredi |                                                                                             | 2007                                                                      |
| Philippines         | Ang Young Ko               | 2 UHF TV        | Du lundi au vendredi |                                                                                             |                                                                           |
| Pologne             | Żar Młodości               | Polsat          | Du lundi au vendredi |                                                                                             | Lundi 1er septembre 2008                                                  |
| Polynésie française | Les Feux de l’Amour        | TNTV            | Du lundi au vendredi |                                                                                             |                                                                           |
| Québec              | Les Feux de l'amour        | TVA             | Du lundi au vendredi | De 15:30 à 16:30                                                                            | 30 août 1993                                                              |
| République tchèque  |                            |                 | Du lundi au vendredi |                                                                                             |                                                                           |
| La Réunion          | Les Feux de l’Amour        | Antenne Réunion | Du lundi au vendredi | De 13:20 à 13:55                                                                            |                                                                           |
| Roumanie            | Tânăr şi Neliniştit        | Pro TV          | Du lundi au vendredi | De 12:00 à 13:00                                                                            |                                                                           |
| Royaume-Uni         | The Young and the Restless |                 | Du lundi au vendredi |                                                                                             |                                                                           |
| Serbie              |                            |                 | Du lundi au vendredi |                                                                                             |                                                                           |
| Slovénie            | Mladi in Nemirni           | Kanal A         | Du lundi au vendredi | De 8:10 à 9:00                                                                              | 1er semestre 2007                                                         |
| Suède               | Makt och begär             |                 | Du lundi au vendredi |                                                                                             |                                                                           |
| Suisse              | Les Feux de l'Amour        | RTS Un          | Du lundi au vendredi | De 11:00 à 12:00                                                                            |                                                                           |
| Suisse              | Les Feux de l'Amour        | RTS Deux        |                      |                                                                                             |                                                                           |
| Turquie             | Yalan Rüzgarı              | TRT 2           |                      | Lundi 5 septembre 1988                                                                      |                                                                           |

## Récompenses
- Le feuilleton a notamment remporté 100 Daytime Emmy Awards avec 334 nominations.

### Daytime Emmy Awards
- Cette récompense est attribuée aux séries ou feuilletons diffusés en journée.

Cette section ne s'appuie pas, ou pas assez, sur des sources secondaires ou tertiaires indépendantes du sujet. Le texte peut contenir des analyses inexactes ou inédites de sources primaires.
Pour l'améliorer, ajoutez-en, ou placez des modèles {{Source secondaire souhaitée}} ou {{Source secondaire nécessaire}} sur les passages mal sourcés. (janvier 2023)
| Catégorie                                                       | Nomination                                         | Années                                                                         |
| --------------------------------------------------------------- | -------------------------------------------------- | ------------------------------------------------------------------------------ |
| Meilleure série télévisée dramatique                            |                                                    | 1975, 1983, 1985, 1986, 1993, 2004, 2007, 2014, 2015, 2019, 2020               |
| Meilleur réalisateur pour une série télévisée dramatique        | Richard Dunlap                                     | 1975 et 1978                                                                   |
| Meilleure réalisation pour une série télévisée dramatique       |                                                    | 1986, 1987, 1988, 1989, 1996, 1997, 1998, 1999, 2001, 2002, 2011 et 2019, 2021 |
| Meilleur scénario pour une série télévisée dramatique           |                                                    | 1992, 1997, 2000, 2006, 2011, 2014 et 2019, 2021                               |
| Meilleur acteur dans une série télévisée dramatique             | Peter Bergman dans le rôle de Jack Abbott          | 1991, 1992, et 2002                                                            |
| Meilleur acteur dans une série télévisée dramatique             | Eric Braeden dans le rôle de Victor Newman         | 1998                                                                           |
| Meilleur acteur dans une série télévisée dramatique             | Christian LeBlanc dans le rôle de Michael Baldwin  | 2005, 2007 et 2009                                                             |
| Meilleur acteur dans une série télévisée dramatique             | Doug Davidson dans le rôle de Paul Williams        | 2013                                                                           |
| Meilleur acteur dans une série télévisée dramatique             | Billy Miller dans le rôle de William Abbott        | 2014                                                                           |
| Meilleur acteur dans une série télévisée dramatique             | Jason Thompson dans le rôle de William Abbott      | 2020                                                                           |
| Meilleure actrice dans une série télévisée dramatique           | Jess Walton dans le rôle de Jill Foster Abbott     | 1997                                                                           |
| Meilleure actrice dans une série télévisée dramatique           | Michelle Stafford dans le rôle de Phyllis Summers  | 2004                                                                           |
| Meilleure actrice dans une série télévisée dramatique           | Jeanne Cooper dans le rôle de Katherine Chancellor | 2008                                                                           |
| Meilleure actrice dans une série télévisée dramatique           | Gina Tognoni dans le rôle de Phyllis Summers       | 2017                                                                           |
| Meilleure actrice dans une série télévisée dramatique           | Eileen Davidson dans le rôle de Ashley Abbott      | 2018                                                                           |
| Meilleure actrice dans une série télévisée dramatique           | Mishael Morgan dans le rôle de Amanda Sinclair     | 2022                                                                           |
| Meilleur acteur dans un second rôle dans une série dramatique   | Shemar Moore dans le rôle de Malcolm Winters       | 2000                                                                           |
| Meilleur acteur dans un second rôle dans une série dramatique   | Greg Rikaart dans le rôle de Kevin Fisher          | 2005                                                                           |
| Meilleur acteur dans un second rôle dans une série dramatique   | Kristoff St. John dans le rôle de Neil Winters     | 2008                                                                           |
| Meilleur acteur dans un second rôle dans une série dramatique   | Billy Miller dans le rôle de William Abbott        | 2010 et 2013                                                                   |
| Meilleur acteur dans un second rôle dans une série dramatique   | Steve Burton dans le rôle de Dylan McAvoy          | 2017                                                                           |
| Meilleur acteur dans un second rôle dans une série dramatique   | Bryton James dans le rôle de Devon Hamilton        | 2020                                                                           |
| Meilleure actrice dans un second rôle dans une série dramatique | Beth Maitland dans le rôle de Traci Abbott         | 1985                                                                           |
| Meilleure actrice dans un second rôle dans une série dramatique | Jess Walton dans le rôle de Jill Foster Abbott     | 1991                                                                           |
| Meilleure actrice dans un second rôle dans une série dramatique | Michelle Stafford dans le rôle de Phyllis Summers  | 1997                                                                           |
| Meilleure actrice dans un second rôle dans une série dramatique | Sharon Case dans le rôle de Sharon Newman          | 1999                                                                           |
| Meilleure actrice dans un second rôle dans une série dramatique | Amelia Heinle dans le rôle de Victoria Newman      | 2014 et 2015                                                                   |
| Meilleure actrice dans un second rôle dans une série dramatique | Jessica Collins dans le rôle de Avery Clark        | 2016                                                                           |
| Meilleure actrice dans un second rôle dans une série dramatique | Camryn Grimes dans le rôle de Mariah Copeland      | 2018                                                                           |
| Meilleure actrice dans un second rôle dans une série dramatique | Marla Adams dans le rôle de Dina Mergeron          | 2021                                                                           |
| Meilleur jeune acteur dans une série télévisée dramatique       | Kristoff St. John dans le rôle de Neil Winters     | 1992                                                                           |
| Meilleur jeune acteur dans une série télévisée dramatique       | David Tom dans le rôle de William Abbott           | 2000                                                                           |
| Meilleur jeune acteur dans une série télévisée dramatique       | David Lago dans le rôle de Raul Guittierez         | 2005                                                                           |
| Meilleur jeune acteur dans une série télévisée dramatique       | Bryton James dans le rôle de Devon Hamilton        | 2007                                                                           |
| Meilleure jeune actrice dans une série télévisée dramatique     | Tracey E. Bregman dans le rôle de Lauren Fenmore   | 1985                                                                           |
| Meilleure jeune actrice dans une série télévisée dramatique     | Tricia Cast dans le rôle de Nina Webster           | 1992                                                                           |
| Meilleure jeune actrice dans une série télévisée dramatique     | Heather Tom dans le rôle de Victoria Newman        | 1993 et 1999                                                                   |
| Meilleure jeune actrice dans une série télévisée dramatique     | Camryn Grimes dans le rôle de Cassie Newman        | 2000                                                                           |
| Meilleure jeune actrice dans une série télévisée dramatique     | Christel Khalil dans le rôle de Lily Winters       | 2012                                                                           |
| Meilleure jeune actrice dans une série télévisée dramatique     | Hunter King dans le rôle de Summer Newman          | 2014 et 2015                                                                   |

### Television Soap Golden Boomerang Awards
Cette récompense est attribuée aux feuilletons.
- 2006 "Temple de la Renommée", Eric Braeden (Victor Newman)

### Writers Guild of America Awards
Cette récompense est attribuée par le Syndicat des Scénaristes d'Amérique.
- 2003 "Meilleure série ou feuilleton de journée", écrit par Kay Alden, Trent Jones, John F. Smith, Jerry Birn, Jim Houghton, Natalie Minardi, Janice Ferri, Eric Freiwald, Joshua McCaffrey, Michael Minnis, Rex M. Best
- 2006 "Meilleure série ou feuilleton de journée", écrit par Kay Alden, John F. Smith, Janice Ferri, Jim Houghton, Natalie Minardi Slater, Sally Sussman Morina, Sara Bibel, Eric Freiwald, Linda Schreiber, Joshua S. McCaffrey, Marc Hertz, Sandra Weintraub
- 2008 "Meilleure série ou feuilleton de journée", écrit par Lynn Marie Latham, Scott Hamner, Bernard Lechowick, Cherie Bennett, Jeff Gottesfeld, Jim Stanley, Natalie Minardi Slater, Lynsey Dufour, Marina Alburger, Sara Bibel, Sandra Weintraub

## Chiffres et infosnotables[pourquoi?]
Cette section ne s'appuie pas, ou pas assez, sur des sources secondaires ou tertiaires indépendantes du sujet. Le texte peut contenir des analyses inexactes ou inédites de sources primaires.
Pour l'améliorer, ajoutez-en, ou placez des modèles {{Source secondaire souhaitée}} ou {{Source secondaire nécessaire}} sur les passages mal sourcés. (janvier 2023)
- Le 29 octobre 1992, lors du cinq millième épisode du feuilleton, les producteurs ont rappelé quelques statistiques surprenantes : 41 mariages ont été célébrés, 180 rôles titres ont été distribués, 17 829 acteurs ont été employés en une seule journée, 39 600 figurants se sont succédé, 2 664 décors différents ont été construits dont 1 200 chambres, 4 975 robes ont été confectionnées dont 1 975 robes du soir, 10 000 paires de chaussures ont été utilisées, 29 700 bouquets de fleurs ont été achetés. Ces chiffres ont, depuis, évolué.
- En 1998, Les Feux de l'Amour avaient déjà été vendus à plus de 200 000 exemplaires dans le monde entier.
- Le feuilleton est diffusé dans plus de 30 pays avec une audience mondiale de 100 millions de téléspectateurs.
- Le feuilleton a dépassé en 2009 les 1 000 semaines consécutives en tête des audiences parmi tous les feuilletons diffusés aux États-Unis.
- Avec ses 50 années de diffusion, Les Feux de l'Amour est l'un des plus longs et des plus anciens feuilletons toujours en production de l'histoire de la télévision. Chaque épisode faisant 36 minutes, avec la diffusion du 11 000 e épisode le 1er septembre 2016, la durée cumulée du feuilleton était de 396 000 minutes, soit 275 jours.
- Le 8 mai 2013, Jeanne Cooper qui incarnait le rôle de Katherine Chancellor meurt à l'âge de 84 ans, d'une insuffisance respiratoire, l'actrice campait ce rôle depuis 1973, soit le début de la série, 40 ans auparavant. La même année, l'actrice Michelle Stafford (Phyllis Summers Newman) annonce qu'elle quitte le soap, après 19 ans de présence dans ce rôle
- Le 11 septembre 2018, les fans apprennent avec stupeur le renvoi de l'acteur Doug Davidson, qui incarnait le rôle de Paul William depuis 1978 soit, depuis 40 ans, il l'a lui-même annoncé sur les réseaux sociaux, en déclarant n'avoir eu aucun appel, courrier ou rendez-vous avec les dirigeants pour discuter de son départ. Il fait finalement son retour dans la série, fin mars 2019, réembauché par la nouvelle direction.
- Le 3 février 2019, le corps de l'acteur Kristoff St John qui incarnait le rôle de Neil Winters dans la série depuis 27 ans, est retrouvé inanimé à son domicile de Los Angeles, la piste du suicide est avancée, il meurt à l'âge de 52 ans[13].
- Le 31 mars 2019, Gina Tognoni interprète de Phyllis Summers depuis 2014, annonce à la surprise générale son départ de la série ; suit une autre nouvelle, avec le retour de Michelle Stafford dans la peau du personnage dont elle a joué le rôle entre 1994 et 2014[source secondaire souhaitée].
- Du 22 au 26 avril 2019, CBS diffuse les épisodes consacrés à la mort du personnage de Neil Winters, qui meurt d'un accident vasculaire cérébral dans son sommeil, le 29 avril, les acteurs (dont Shemar Moore, et Victoria Rowell (ex Drucilla Winters) se réunissent dans un épisode spécial en hommage à Kristoff St John mort deux mois plus tôt.

## Un début de carrière pour certains acteurs
Cette section ne s'appuie pas, ou pas assez, sur des sources secondaires ou tertiaires indépendantes du sujet. Le texte peut contenir des analyses inexactes ou inédites de sources primaires.
Pour l'améliorer, ajoutez-en, ou placez des modèles {{Source secondaire souhaitée}} ou {{Source secondaire nécessaire}} sur les passages mal sourcés. (janvier 2023)
Plusieurs personnalités ont été révélées par le feuilleton : Eva Longoria (Dragnet, Desperate Housewives), David Hasselhoff (K 2000, Alerte à Malibu), Shemar Moore (Esprits criminels, S.W.A.T), Tom Selleck (Magnum, Blue Bloods), Eddie Cibrian (Invasion, New York 911, Sunset Beach, Ugly Betty), Paul Walker (Fast and Furious), Monica Potter (Les Ailes de l'enfer, Le Masque de l'araignée, Parenthood ), Lyndsy Fonseca (Desperate Housewives, Nikita, Kick-Ass), Pen Badgley (Gossip Girls, You), Alyvia Alyn Lind (Revenge, Overboard, Chucky), etc.

## Le feuilleton dérivé:Amour, Gloire et Beauté
Les feuilletons Les Feux de l'amour et Amour, Gloire et Beauté (Top Modèles au Québec) ont tous les deux été créés par William Joseph Bell et Lee Phillip Bell. Ils sont liés, même si l'action du premier se déroule à Genoa City et celle du second à Los Angeles. Plusieurs crossover (croisements) ont eu lieu, surtout pour le monde des affaires. Il est arrivé que les acteurs gardent le même personnage et recommencent une ligne de scénario. Des acteurs ont joué dans les deux feuilletons mais des personnages différents. La plupart ont commencé par un rôle dans Les Feux de l'amour avant d'obtenir un autre rôle dans Amour, Gloire et Beauté[source secondaire souhaitée].